# Bomolocha gueenealis
Bomolocha gueenealis là một loài bướm đêm trong họ Noctuidae.